# Firestone Indy 225
Firestone Indy 225 (no Brasil: Grande Prêmio de Nazareth) foi disputado no Nazareth Speedway até 2004, ano da que a pista foi fechada. A prova teve sua primeira edição em 1968 pela USAC, entre 1987 e 2001 fez parte da CART, e entre 2002 e 2004 fez parte da IRL.

## Vencedores

### USAC
| Ano  | Nome da corrida | Vencedor       | Chassis | Motor     |
| ---- | --------------- | -------------- | ------- | --------- |
| 1968 | Nazareth 100    | Al Unser       | Dunlop  | Offy      |
| 1969 | Nazareth 100    | Mario Andretti | Kuzma   | Offy      |
| 1982 | Nazareth 100    | Keith Kauffman | Gambler | Chevrolet |

### CART
| Ano  | Nome da corrida                                 | Vencedor           | Chassis | Motor               | Equipe                 |
| ---- | ----------------------------------------------- | ------------------ | ------- | ------------------- | ---------------------- |
| 1987 | Bosch Spark Plug Grand Prix                     | Michael Andretti   | March   | Cosworth            | Newman/Haas Racing     |
| 1988 | Bosch Spark Plug Grand Prix                     | Danny Sullivan     | Penske  | Chevrolet-Ilmor     | Penske Racing          |
| 1989 | Bosch Spark Plug Grand Prix                     | Emerson Fittipaldi | Penske  | Chevrolet-Ilmor     | Patrick Racing         |
| 1990 | Marlboro Challenge                              | Rick Mears         | Penske  | Chevrolet           | Penske Racing          |
| 1990 | Bosch Spark Plug Grand Prix                     | Emerson Fittipaldi | Penske  | Chevrolet-Ilmor     | Penske Racing          |
| 1991 | Bosch Spark Plug Grand Prix                     | Arie Luyendyk      | Lola    | Chevrolet-Ilmor     | Granatelli Racing Team |
| 1992 | Marlboro Challenge                              | Emerson Fittipaldi | Penske  | Chevrolet           | Penske Racing          |
| 1992 | Bosch Spark Plug Grand Prix                     | Bobby Rahal        | Lola    | Chevrolet-Ilmor     | Rahal/Hogan Racing     |
| 1993 | Bosch Spark Plug Grand Prix                     | Nigel Mansell      | Lola    | Ford-Cosworth       | Newman/Haas Racing     |
| 1994 | Bosch Spark Plug Grand Prix                     | Paul Tracy         | Penske  | Ilmor               | Penske Racing          |
| 1995 | Bosch Spark Plug Grand Prix                     | Emerson Fittipaldi | Penske  | Mercedes-Benz-Ilmor | Penske Racing          |
| 1996 | Bosch Spark Plug Grand Prix                     | Michael Andretti   | Lola    | Ford-Cosworth       | Newman/Haas Racing     |
| 1997 | Bosch Spark Plug Grand Prix Presented by Toyota | Paul Tracy         | Penske  | Mercedes-Benz-Ilmor | Penske Racing          |
| 1998 | Bosch Spark Plug Grand Prix Presented by Toyota | Jimmy Vasser       | Reynard | Honda               | Chip Ganassi Racing    |
| 1999 | Bosch Spark Plug Grand Prix Presented by Toyota | Juan Pablo Montoya | Reynard | Honda               | Chip Ganassi Racing    |
| 2000 | Bosch Spark Plug Grand Prix Presented by Toyota | Gil de Ferran      | Reynard | Honda               | Penske Racing          |
| 2001 | Lehigh Valley Grand Prix                        | Scott Dixon        | Reynard | Toyota              | PacWest Racing         |

### Indy Racing League
| Ano  | Nome da corrida    | Vencedor          | Chassis | Motor     | Equipe                | Detalhes |
| ---- | ------------------ | ----------------- | ------- | --------- | --------------------- | -------- |
| 2002 | Firestone Indy 225 | Scott Sharp       | Dallara | Chevrolet | Kelley Racing         | Detalhes |
| 2003 | Firestone Indy 225 | Helio Castroneves | Dallara | Toyota    | Team Penske           | Detalhes |
| 2004 | Firestone Indy 225 | Dan Wheldon       | Dallara | Honda     | Andretti Green Racing | Detalhes |

1. 1 2  Prova não valeu pontos para o campeonato